# Зияющая синева
«Зияющая синева» (чеш. Tmavomodrý svet) — художественный фильм совместного производства Чехии и стран ЕС 2001 года, военная драма по мотивам автобиографических книг генерал-лейтенанта чехословацких ВВС Франтишека Файтла.

## Сюжет
Несколько чехословацких летчиков, не смирившись с оккупацией своей страны фашистской Германией, бегут из страны и попадают в Королевские военно-воздушные силы.

## В ролях
| Актёр            | Роль            |
| ---------------- | --------------- |
| Ондржей Ветхи    | Франтишек Слама |
| Криштов Гадэк    | Карел Войтишек  |
| Тара Фицджеральд | Сьюзан          |
| Чарльз Дэнс      | командор Бентли |
| Олдржих Кайзер   |                 |
| Давид Новотны    |                 |

## Прокат
Фильм не окупился в прокате, собрав при бюджете в 230 млн крон (~10 млн долларов) 2,3 млн долларов по всему миру.
28 декабря 2001 года фильм был выпущен в прокат в США, где собрал 258 771 долларов.